# Mushketov Glacier
Mushketov Glacier är en glaciär i Antarktis. Den ligger i Östantarktis. Norge gör anspråk på området. Mushketov Glacier ligger 1 132 meter över havet.
Terrängen runt Mushketov Glacier är lite kuperad. Trakten är obefolkad. Det finns inga samhällen i närheten.